# Francesco Parisi
Francesco Parisi (Roviano, 5 maggio 1710 – Roma, 7 dicembre 1794) è stato un letterato e presbitero italiano.
Nacque a Roviano (oggi in provincia di Roma), in famiglia agiata, legata ai principi Colonna. 
Studiò a Tivoli, usufruendo del beneficio di cui godeva la comunità di Roviano, che aveva il diritto di poter tenere un alunno presso il seminario di quella città. Terminati gli studi, si recò a Roma per seguire i corsi di filosofia e teologia, ottenendo infine l'ordinazione sacerdotale. 
Verso il 1741 venne assunto dalla famiglia dei principi Borghese con l'incarico di segretario e bibliotecario. 
Da questa esperienza nacque la sua opera Istruzioni per la gioventù impiegata nelle Segreterie specialmente in quelle della Corte romana, di cui pubblicò due edizioni: la prima, in tre volumi, nel 1781 e la seconda, in quattro volumi, editore Antonio Fulgoni, nel 1785. Lo scritto, dedicato a monsignor Lorenzo Ruspoli, presidente dell'Accademia Quirina, venne molto apprezzato nei circoli culturali romani. 
Parisi divenne membro dell'Accademia imperiale di Rovereto con il titolo di "Valoroso ed onorando messer Calidonio". Grazie al suo incarico di bibliotecario ed archivista di casa Borghese, nel 1787 pubblicò a Roma, sempre a cura di Antonio Fulgoni, una raccolta di lettere inedite di personaggi illustri, intitolata Epistolografia.
Fu autore anche di altre opere minori, tra le quali un'orazione per l'occasione dell'ingresso a Tivoli del nuovo vescovo, Francesco Castellini (1758). 
Morì a 78 anni e venne sepolto nella chiesa di San Lorenzo in Lucina a Roma. 
Di lui esiste un ritratto pubblicato su un periodico dell'epoca, L'Album di Roma.